# Боудін-коледж

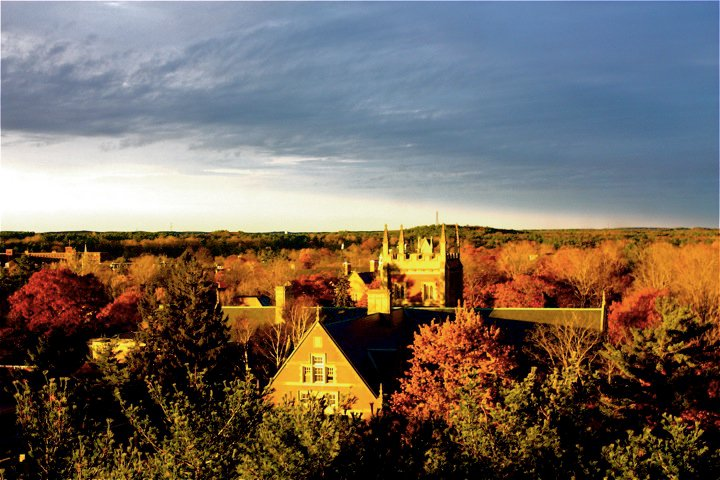

Бовдін-коледж (англ. Bowdoin College) — приватний гуманітарний університет в м. Брансвік, штат Мен, США. Заснований 24 червня 1794 губернатором Массачусетса Семюелем Адамсом. До 1971 року був чоловічим коледжем. Пропонує ступінь бакалавра по 33 основних дисциплін. 2012 року в рейтингу найкращих гуманітарних вузів США за версією US News & World Report Боудін-коледж зайняв 6-е місце.